# دورینا بوتسوگو
دورینا بوتسوگو (به مجاری: Böczögő Dorina) ژیمناست زادهٔ ۱۵ فوریهٔ ۱۹۹۲ میلادی اهل کشور مجارستان است.